# Nhân Hiếu Văn Hoàng hậu
Nhân Hiếu Văn Hoàng hậu (chữ Hán: 仁孝文皇后; 5 tháng 3 năm 1362 - 6 tháng 8 năm 1407), là Hoàng hậu duy nhất của Minh Thành Tổ Chu Đệ và là sinh mẫu của Minh Nhân Tông Chu Cao Sí. Bà nổi tiếng trong lịch sử nhà Minh bởi tính cách hiền huệ và công lao to lớn trong sự nghiệp của Minh Thành Tổ.

## Thân thế
Nhân Hiếu Văn Hoàng hậu có họ Từ (徐氏), nguyên quán ở Hào Châu (濠州; nay là khu vực huyện Phượng Dương, thuộc thỉnh An Huy), sinh vào năm Chí Chính thứ 22 (1362) thời Nguyên Huệ Tông. Tên thật của bà không được ghi lại, nhưng phim ảnh và dã sử thường sử dụng những cái tên như Từ Nghi Hoa (徐儀華), Từ Diệu Vân (徐妙雲) cùng Từ Cẩm Hi (徐锦曦).
Xuất thân của Từ thị thuộc hàng cao nhất nhì trong các Hoàng hậu nhà Minh. Theo thân thế được ghi lại, đặc biệt là từ Yểm Sơn đường biệt tập (弇山堂别集), bà là con gái nhưng đồng thời là con đầu lòng của Trung Sơn vương Từ Đạt, Khai quốc công thần trứ danh đồng thời còn là một trong 18 anh em kết nghĩa của Minh Thái Tổ Chu Nguyên Chương khi còn hàn vi. Mẹ bà là Tạ thị, con gái thứ của Tạ Tái Hưng (謝再興). Một điều đặc biệt là Tạ thị có một người chị, gả cho Chu Văn Chính (朱文正) - con trai của Nam Xương vương Chu Hưng Long, chính là người anh trai của Minh Thái Tổ. Vì lý do này, Từ Đạt và Chu Văn Chính là anh em rể cột chèo, do vậy Từ thị là biểu muội của con trai của Văn Chính, tức Chu Thủ Khiêm (朱守谦; sinh năm 1361). Trong gia tộc, Thủ Khiêm lại là cháu trai của Yên vương Chu Đệ - con trai thứ 4 của Minh Thái Tổ. Từ quan hệ này, trước cả khi chính thức được gả cho Chu Đệ, Từ thị đã nên sớm gọi chồng mình là [Tứ hoàng thúc; 四皇叔].
Do là con cả, Từ thị còn có bốn người em trai là Từ Huy Tổ (徐輝祖), Từ Thiêm Phúc (徐添福), Từ Tăng Thọ (徐增壽) và Từ Ưng Tự (徐膺緒), trong đó chỉ có Huy Tổ cùng Tăng Thọ là em trai cùng mẹ, còn Thiêm Phúc là do thị thiếp không rõ tên sinh ra, lại chết sớm, còn Ưng Tự là do kế thất Tôn thị sinh ra. Bà còn có 3 người em gái, trong đó cô em thứ nhì và thứ ba đều lấy các người con trai khác của Minh Thái Tổ là Đại Giản vương Chu Quế (朱桂) và An Huệ vương Chu Doanh (朱楹), còn một người em gái út hoàn toàn không rõ tên cũng như hành trạng. Tương truyền người em gái út của bà là Từ Diệu Cẩm (徐妙锦), tuy tài hoa nhưng không xuất giá.
Theo Minh sử ghi lại, Từ thị từ nhỏ có tiếng giỏi thi thư, hiệu [Nữ chư sinh; 女諸生]. Chu Nguyên Chương nghe biết Từ thị hiền thục, liền đem Từ Đạt đến hỏi: ["Trẫm cùng ngươi là bạn thuở hàn vi, từ xưa đến nay quân thần hợp lòng, thường sẽ thành quan hệ thông gia. Ngươi có con gái tốt như vậy, Trẫm muốn ban hôn cùng con trai của trẫm là Chu Đệ"]. Từ Đạt nghe xong thì dập đầu bái tạ, do đó Từ thị đính hôn với Chu Đệ.

## Yên Vương phi
Năm Hồng Vũ thứ 9 (1377), Từ thị chính thức được gả cho Yên vương Chu Đệ. Lúc đó bà mới 15 tuổi, còn Chu Đệ cũng mới 17 tuổi. Bà có tư sắc xinh đẹp, ôn nhu hòa hiếu, đối với Hiếu Từ Cao Hoàng hậu rất đúng lễ nghi nên được bà yêu quý.
Năm Hồng Vũ thứ 13 (1381), Từ thị cùng Chu Đệ đến phiên ấp Bắc Bình, là đất phong của Yên vương. Trước đó, Mã Hoàng hậu băng thệ, Từ thị một mực giữ hiếu thủ tang 3 năm. Tuy trong di ngôn của Mã Hoàng hậu không cần quá mức thanh đạm, nhưng Từ thị vẫn theo quy củ, ăn mặc đều đơn sơ, không hề quá phận. Năm thứ 32 (1399), Minh Thái Tổ băng hà, cháu đích tôn là Hoàng thái tôn Chu Doãn Văn, kế vị tức Minh Huệ Đế. Yên vương Chu Đệ từ lâu có ý muốn cướp ngôi, bèn tập hợp gây dựng thanh thế hiển hách, tự cướp ngôi để xưng Hoàng đế. Ý tưởng này của Chu Đệ bị em trai của Yên Vương phi Từ thị là Từ Huy Tổ phản đối gay gắt.
Khi Chu Đệ phát động Tĩnh Nan chi biến, triều đình đã phái Lý Cảnh Long vây đánh Bắc Bình đúng lúc Chu Đệ đang đến xin cứu viện ở Ninh Hiến vương Chu Quyền. Chính lúc nguy cấp, tuy Thế tử Chu Cao Sí nhậm mệnh thủ thành, nhưng binh giáp bố trí ra sao đều do Từ thị chủ trương. Khi tướng Cảnh Long kịch liệt công thành, binh mệt lương thiếu, Từ thị đã khích lệ thê tử của tướng sĩ cùng mình mặc giáp, ra sức chống đỡ. Vì thế Bắc Bình được bảo toàn.

## Hoàng hậu
Năm Kiến Văn thứ 4 (1402), tháng 7 ÂL, Yên vương Chu Đệ tức vị, tức Minh Thành Tổ. Cùng năm ấy, vào tháng 11 ÂL, Yên vương phi được sách lập làm Hoàng hậu.
Từ Hoàng hậu là người có học vấn, lễ độ, bà tương trợ rất nhiều cho Chu Đệ trong việc yên ổn nhân tâm, bà nói: ["Mỗi năm nam bắc chinh chiến không ngừng, binh dân đều đã mỏi mệt bất kham, hiện tại nên vỗ về cho họ nghỉ ngơi"]. Sau đó lại tiếp: ["Hiền tài bây giờ đều là do Cao Hoàng đế thu nhận, bệ hạ đừng nên nghi người mới thân người cũ. Hơn nữa, Đế Nghiêu thi hành nhân trị, là từ thân nhân của chính mình mà bắt đầu"]. Chu Đệ đối với tiến ngôn của bà luôn đánh giá cao và tiếp thu. Cũng vào lúc Tĩnh Nam chi biến xảy ra, Từ gia chia thành hai phe. Trưởng đệ của Từ thị là Từ Huy Tổ đứng về phe đối đầu với Chu Đệ bảo vệ Minh Huệ Đế, trong sự kiện Lý Cảnh Long công phá Bắc Bình còn có sự giúp đỡ của Huy Tổ. Vì muốn giúp chồng hoàn thành đại nghiệp, Từ thị đã đau đớn gạt bỏ tình thân đứng thế đối đầu với chính em trai ruột mình, bỗng chốc từ chị em trở thành kẻ địch. Sau khi Chu Đệ thành công soán vị, Huy Tổ không phục, nhưng vì Minh Thái Tổ có lệnh "Hậu duệ của Trung Sơn vương được miễn tội chết" nên ông chỉ bị giam cầm trong nhà. Em trai khác của bà là Từ Tăng Thọ, vì thường giúp Yên vương dò la tin tức nên bị hại chết. Sau khi Chu Đệ lên ngôi, đề nghị truy phong, bà không nhận, nhưng ông nhất quyết tặng làm Định Quốc công (定國公). Sự thành, Chu Đệ mới nói cho bà biết, bà nói: ["Việc này không phải ý của thiếp"], tỏ ý không vui.
Đối với nội trị của Chu Đệ, Từ Hoàng hậu đặc biệt quan tâm đối đãi các lão thần phò trợ ông, nên phần nào giúp Chu Đệ trong việc thu phục nhân tâm. Bà từng nói 2 con trai thứ là Hán vương cùng Triệu vương phẩm tính bất lương, nên chú ý chọn hiền tài. Có một ngày, bà hỏi: ["Bệ hạ là cùng những quan viên nào trị lý quốc gia?"], ông đáp: ["Lục khanh quản lý chính vụ, còn Hàn Lâm viện là phác thảo công văn"]. Từ Hoàng hậu nghe vậy, cho triệu các mệnh phụ là vợ của các quan viên vừa kể trên, ban thưởng cho họ và thường trò chuyện với họ, nói rằng: ["Thê tử phụng dưỡng trượng phu, đâu chỉ là chuẩn bị đồ ăn, quần áo mà thôi, hẳn là còn có những vấn đề khác đáng lưu tâm. Bằng hữu nói, thì có thể thuận theo, cũng có thể vi phạm; nhưng mà vợ chồng nói với nhau, tắc uyển chuyển dễ nghe, dễ hạp lòng người. Ta sớm chiều phụng dưỡng Hoàng thượng, chỉ dốc lòng muốn vì bá tánh, các ngươi cũng nên cổ vũ trượng phu của mình như vậy"]. Từ Hoàng hậu còn cho ban hành cả nước cuốn Nội huấn (內訓) gồm 20 thiên; còn cho trích lời gia huấn cổ nhân mà viết thành Khuyến thiện thư (勸善書), để giảng công đức cho phụ nữ khắp cả nước và truyền bá tư tưởng quy thiện cho nhân dân thiên hạ. Việc làm của bà giúp Chu Đệ lấy được nhân tâm, giúp đỡ xóa nhòa đi việc cướp ngôi của Chu Đệ.

## Qua đời
Năm Vĩnh Lạc thứ 5 (1407), Từ Huy Tổ qua đời khi chỉ mới 40 tuổi, đối với việc này thì nhiều nguồn nhận định ông bị Chu Đệ ban chết. Vì nhà Minh thiện đãi nhà họ Từ, ["Trung Sơn vương không thể vô tự"], cho nên con của Huy Tổ là Từ Khâm kế thừa tước Ngụy Quốc công.
Không rõ chuyện này và lời đồn tác động ra sao, nhưng vào tháng 7 ÂL cùng năm, Từ Hoàng hậu bệnh nặng. Trước khi lâm chung, bà khuyên bảo Chu Đệ yêu quý bá tánh, tìm kiếm hiền tài, đối Tôn Thất nên lấy ân lễ mà đãi, không cần kiêu dưỡng ngoại thích. Lại báo cho Hoàng thái tử Chu Cao Sí rằng: ["Khi xưa các bá tánh thê nhi cùng ta tử thủ Bắc Bình. Ta hối tiếc chưa từng được cùng Hoàng thượng bắc tuần, nếu có thể con hãy thay ta chăm sóc cho họ"]. Thế rồi vào ngày 4 tháng 7 (âm lịch) năm ấy, Từ Hoàng hậu qua đời, hưởng dương 46 tuổi. Chu Đệ cực kì bi thống, sai Linh Cốc tự và Thiên Hi tự vì bà mà làm đại lễ ăn chay cầu siêu, mệnh Quang lộc tự chuẩn bị tế điện vật phẩm. Ngày 14 tháng 10 (âm lịch) cùng năm, Chu Đệ quyết định thụy hiệu cho Đại Hành Hoàng hậu Từ thị là [Nhân Hiếu Hoàng hậu; 仁孝皇后].
Năm Vĩnh Lạc thứ 7 (1409), Chu Đệ bắc tuần, có ý quyết dời đô. Cũng tại đây, Chu Đệ quyết định núi Thiên Thọ Sơn thuộc chọn huyện Xương Bình làm lăng khu cấm địa, dự định xây lăng mộ và táng Nhân Hiếu Hoàng hậu tại đây. Năm thứ 11 (1413), địa cung hoàn thành, kim quan của Nhân Hiếu Hoàng hậu được chuyển từ Nam Kinh đến Bắc Kinh để đưa vào an táng, tức Trường lăng (長陵). Bà là người đầu tiên được táng trong Minh thập tam lăng (明十三陵). Sau khi Chu Cao Sí lên ngôi, tức Minh Nhân Tông, thụy hiệu của bà được dâng là Nhân Hiếu Từ Ý Thành Minh Trang Hiến Phối Thiên Tề Thánh Văn Hoàng hậu (仁孝慈懿誠明庄獻配天齊聖文皇后). Phối hưởng Thái miếu.
Sau khi Nhân Hiếu Văn Hoàng hậu qua đời, có truyền thuyết nổi tiếng về việc Chu Đệ muốn cưới em gái út của bà làm vợ kế. Người em gái ấy, chính sử không lưu lại tên, nhưng dân gian chế ra cái tên gọi là [Từ Diệu Cẩm]. Sau khi bà qua đời, Chu Đệ chỉ sủng ái hai phi tần có tiếng, là Chiêu Hiến Quý phi Vương thị cùng Cung Hiến Hiền phi Quyền thị; riêng Vương thị là do làm theo sự cung kiệm của Nhân Hiếu Văn Hoàng hậu nên mới được Chu Đệ ưa thích.

## Hậu duệ
Nhân Hiếu Văn Hoàng hậu hạ sinh cho Minh Thành Tổ được 3 Hoàng tử và 4 Hoàng nữ:
1. Minh Nhân Tông Chu Cao Sí [朱高炽], hoàng đích trưởng tử.
2. Vĩnh An công chúa [永安公主; 1377 - 1417], hoàng đích trưởng nữ, tên Ngọc Anh (玉英), hạ giá lấy Quảng Bình hầu Viên Dung (袁容).
3. Vĩnh Bình công chúa [永平公主; 1379 - 1444], hoàng đích thứ nữ, hạ giá lấy Phú Dương hầu Lý Phượng (李让).
4. Chu Cao Hú [朱高煦; 30 tháng 12, 1380 - 6 tháng 10, 1426], hoàng nhị tử, tước phong là Cao Dương Quận vương (高阳郡王), về sau cải thành Hán vương (漢王). Sinh thời ông cường tráng anh tuấn, giỏi cung kị, rất được Minh Thành Tổ coi trọng, từng có ý được lập Thái tử. Nhưng do sự can ngăn của Hoàng hậu cùng quần thần mà Minh Thành Tổ quyết định lập đích trưởng tử là Chu Cao Sí, khiến ông bất mãn, từ đó nuôi ý noi gương Minh Thành Tổ mà đoạt ngôi từ anh. Phát động Cao Hú chi loạn (高煦之亂) nhưng bị thất bại, bị cháu ruột là Minh Tuyên Tông bắt giam và giết chết.
5. Chu Cao Toại [朱高燧; 19 tháng 1, 1383 - 5 tháng 10, 1431], hoàng tam tử, tước phong là Triệu vương (趙王). Sau khi qua đời được truy thụy là Giản (簡).
6. An Thành công chúa [安成公主; 1384 - 1443], hạ giá Tống Hổ (宋琥), con trai thứ của Tây Ninh hầu Tống Thịnh (宋晟).
7. Hàm Ninh công chúa [咸宁公主; 1385 - 1440], hạ giá lấy Tống Anh (宋瑛), con trai út của Tây Ninh hầu Tống Thịnh.

## Trong văn hóa đại chúng
| Năm  | Tên tác phẩm                          | Nhân vật             | Diễn viên                                                  |
| 1987 | 《Vĩnh Lạc đại đế》 (永乐大帝)        | Từ Hoàng hậu         | Chu Bình 周萍                                              |
| 2011 | 《Hồng Vũ tam thập nhị》 (洪武三十二) | Từ Nghi Hoa (徐仪华) | Trần Thiến Dương 陈倩扬                                    |
| 2015 | 《Cẩm y dạ hành》 (锦衣夜行)          | Từ Hoàng hậu         | Thiệu Mỹ Kỳ 邵美琪                                         |
| 2018 | 《Sơn hà nguyệt minh》 (山河月明)     | Từ Diệu Vân (徐妙云) | Dĩnh Nhi 穎兒 (trưởng thành) Vũ Đình Nhi 雨婷儿 (thiếu nữ) |